# Rolf Hansen
Rolf Hansen (Ilmenau, 12 dicembre 1904 – Monaco di Baviera, 3 dicembre 1990) è stato un regista tedesco.

## Biografia
Iniziò la sua carriera nel 1933 come assistente di Hans Behrendt in Hochzeit am Wolfgangsee e nel 1935 fu aiuto regista di Carl Froelich in Le cortigiane del Re Sole e La grande colpa. Il debutto come regista avvenne l'anno successivo con il cortometraggio Das Schönheitsfleckchen, primo film tedesco a colori basato su un soggetto di Alfred de Musset e interpretato da Lil Dagover e Wolfgang Liebeneiner.
Tra il 1936 e il 1940 continuò a lavorare con Carl Froelich come aiuto regista e in alcuni casi come assistente alla produzione, e diresse anche i primi lungometraggi Gabriele: eins, zwei, drei e Das Leben kann so schön sein, quest'ultimo censurato dal regime nazista perché considerato "disfattista".
Negli anni quaranta scrisse e diresse film quali Per la sua felicità, Un grande amore, che rappresentò il maggior successo commerciale del periodo del Terzo Reich, e L'accusata, tutti interpretati dall'attrice e cantante svedese Zarah Leander.
Negli anni cinquanta continuò a dirigere film come Malata d'amore, grazie al quale ricevette il "Diploma d'onore" al primo Festival internazionale del cinema di Berlino, Das letzte Rezept che venne presentato al Festival di Cannes e Resurrezione. Nel 1960 diresse il suo ultimo film, Gustav Adolfs Page.

## Filmografia

### Regista
- Das Schönheitsfleckchen (1936) - cortometraggio
- Gabriele: eins, zwei, drei (1937)
- Das Leben kann so schön sein (1938)
- Sommer, Sonne, Erika (1940)
- Per la sua felicità (Der Weg ins Freie) (1941) - anche cosceneggiatore
- Un grande amore (Die große Liebe) (1942) - anche cosceneggiatore
- L'accusata (Damals) (1943) - anche coautore del soggetto
- Vagabondi dell'amore (Vagabunden) (1949) - anche coautore del soggetto
- Mathilde Möhring (1950)
- Anime nella tormenta (Föhn) (1950) - anche coproduttore
- Malata d'amore (Dr. Holl) (1951)
- Das letzte Rezept (1952)
- Die große Versuchung (1952)
- Sanerbruch: questa era la mia vita (Sauerbruch - Das war mein Leben) (1954)
- Geliebte Feindin (1955)
- Capo d'accusa: uxoricidio (Teufel in Seide) (1956)
- Gli ultimi saranno i primi (Die Letzten werden die Ersten sein) (1957)
- ...und führe uns nicht in Versuchung (1957)
- Resurrezione (Auferstehung) (1958)
- Gustav Adolfs Page (1960)

### Aiuto regista
- Die Umwege des schönen Karl, regia di Carl Froelich (1938)

## Riconoscimenti
- Mostra internazionale d'arte cinematografica di Venezia
  - 1942 – Candidatura alla Coppa Mussolini per il miglior film straniero per Un grande amore
  - 1953 – Candidatura al Leone d'oro per Die große Versuchung
- Festival di Cannes
  - 1952 – Candidatura al Grand Prix du Festival International du Film per Das letzte Rezept
- Festival internazionale del cinema di Berlino
  - 1951 – Menzione d'onore per Malata d'amore
  - 1957 – Candidatura all'Orso d'oro per Gli ultimi saranno i primi